# Cấm vận
Cấm vận hay Biện pháp trừng phạt kinh tế là các hình phạt thương mại và tài chính được áp dụng có mục tiêu bởi một hoặc nhiều quốc gia quyền lực đối với một quốc gia, nhóm hoặc cá nhân tự quản yếu thế hơn. Các biện pháp trừng phạt kinh tế không nhất thiết phải áp đặt vì hoàn cảnh kinh tế, chúng cũng có thể bị áp đặt cho nhiều vấn đề chính trị, quân sự và xã hội. Các biện pháp trừng phạt kinh tế có thể được sử dụng để đạt được các mục đích trong nước và quốc tế.
Các biện pháp trừng phạt kinh tế thường nhằm tạo ra các mối quan hệ tốt giữa quốc gia thực thi các biện pháp trừng phạt và người tiếp nhận các biện pháp trừng phạt. Tuy nhiên, hiệu quả của các biện pháp trừng phạt này còn gây tranh cãi và trừng phạt kinh tế có thể gây ra hậu quả không lường trước được.
Các biện pháp trừng phạt kinh tế có thể bao gồm nhiều hình thức khác nhau về rào cản, thuế quan và hạn chế thương mại đối với các giao dịch tài chính. Cấm vận cũng có nghĩa tương tự nhưng thường bao hàm các chế tài nghiêm khắc hơn như cấm bay trực tiếp hoặc phong tỏa hải quân.
Một lệnh cấm vận có nghĩa là cấm giao dịch một phần hoặc hoàn toàn thương mại với một quốc gia/nhà nước hoặc một nhóm các quốc gia cụ thể. Các lệnh cấm vận được coi là biện pháp ngoại giao mạnh mẽ được áp đặt trong một nỗ lực, bởi quốc gia áp đặt, nhằm khơi gợi một kết quả lợi ích quốc gia nhất định từ quốc gia mà nó được áp đặt. Các lệnh cấm vận thường được coi là rào cản pháp lý đối với thương mại, không bị nhầm lẫn với phong tỏa, thường được coi là hành động chiến tranh. Cấm vận có thể có nghĩa là hạn chế hoặc cấm xuất khẩu hoặc nhập khẩu, tạo ra hạn ngạch về số lượng, áp dụng phí cầu đường đặc biệt, thuế, cấm vận chuyển hàng hóa hoặc phương tiện vận tải, đóng băng hoặc thu giữ hàng hóa, tài sản, tài khoản ngân hàng, hạn chế vận chuyển các công nghệ hoặc sản phẩm cụ thể ví dụ như CoCom trong chiến tranh lạnh. Để đối phó với các lệnh cấm vận, một nền kinh tế khép kín hoặc tự trị thường phát triển trong một khu vực bị cấm vận nặng nề. Do đó, hiệu quả của các lệnh cấm vận tỷ lệ thuận với mức độ và mức độ tham gia quốc tế. Embargo có thể là một cơ hội để một số quốc gia phát triển nhanh hơn khả năng tự túc. Tuy nhiên, cấm vận có thể là cần thiết trong các tình huống kinh tế khác nhau của nhà nước buộc phải áp đặt nó, do đó không nhất thiết là trong trường hợp chiến tranh.
Liên Hợp Quốc, Hoa Kỳ và Liên minh châu Âu là những tổ chức / quốc gia có khả năng cấm vận gây ảnh hưởng lớn đến sự phát triển của các quốc gia khác.